# Служебный паспорт гражданина Российской Федерации
Служебный паспорт гражданина Российской Федерации — один из основных документов, удостоверяющих личность гражданина Российской Федерации, по которому граждане России осуществляют въезд и выезд из России.
Служебный паспорт является собственностью России и после завершения срока служебной командировки за пределы территории России подлежит возврату в организацию, направившую российского гражданина в служебную командировку. Выдаётся на срок не более пяти лет.

## Категории граждан, которым осуществляется выдача служебного паспорта
В соответствии с частями третьей и четвёртой статьи 12 Федерального закона от 15.08.1996 № 114-ФЗ (ред. от 30.12.2012) «О порядке выезда из Российской Федерации и въезда в Российскую Федерацию», федеральным органом исполнительной власти, ведающим вопросами иностранных дел (Министерство иностранных дел), служебный паспорт выдаётся:
- Государственным служащим, замещающим должности федеральной государственной гражданской службы, должности государственной гражданской службы субъектов Российской Федерации, и сопровождающим их в служебной командировке за пределы территории Российской Федерации работникам:
  - административно-технических служб и сотрудникам специальных служб:
    - Администрации Президента Российской Федерации
    - Аппарата Совета Федерации Федерального Собрания Российской Федерации
    - Аппарата Государственной Думы Федерального Собрания Российской Федерации
    - Аппарата Правительства Российской Федерации
    - аппарата Конституционного Суда
    - аппарата Верховного Суда

  - работникам государственных корпораций
  - служащим Центрального банка Российской Федерации (Банка России)
  - гражданам Российской Федерации — военнослужащим, проходящим военную службу за пределами территории Российской Федерации
  - штатным работникам административно-технических служб дипломатических представительств и консульских учреждений Российской Федерации за пределами территории Российской Федерации, а также административно-технических служб официальных представительств Российской Федерации либо официальных представительств Российской Федерации при международных организациях за пределами территории Российской Федерации
  - членам семьи (супруге или супругу), несовершеннолетним детям, нетрудоспособным совершеннолетним детям) гражданина Российской Федерации, которому выдан служебный паспорт, может выдаваться также служебный паспорт в случае, если срок служебной командировки за пределы территории Российской Федерации превышает один год[1].

## Переговоры с ЕС о безвизовом режиме
Стремление российских властей добиться для владельцев служебных паспортов бессрочного безвизового нахождения в Евросоюзе являлось поводом для препятствования со стороны властей ЕС заключению соглашения между РФ и ЕС об упрощении визового режима для отдельных граждан. В Брюсселе сомневаются, что в России служебные паспорта выдаются и используются в точном соответствии с правилами и отмечают чрезмерное количество таких паспортов в России (по официальным данным, около 15 тысяч действующих паспортов этой категории в 140-миллионной России против 20 тысяч — в полумиллиардном Евросоюзе). Кроме этого ЕС заявлял о намерении упростить визовый режим для студентов, ученых, представителей НКО, журналистов и бизнесменов. Именно эти люди, как считают в ЕС, играют важнейшую роль в укреплении связей между народами. «Мы надеялись в первую очередь облегчить жизнь рядовым гражданам, а не чиновникам и депутатам» - пояснил источник в ЕС..